# Thersites novaehollandiae
Thersites novaehollandiae är en snäckart som först beskrevs av Gray 1834.  Thersites novaehollandiae ingår i släktet Thersites och familjen Camaenidae. Inga underarter finns listade i Catalogue of Life.